# 249 î.Hr.

## Decese
- dată necunoscută: Erasistrate  (n. ?)